# Крстатац (планина)
Крстатац је компактан кречњачки масив у Источној Србији који припада карпатским планинама. Представља развође између Сокобањске Моравице и Тимочког слива. Северно од њега налази се планина Слемен, од које је одвојен Урдешким потоком, а са којом чини североисточни обод сокобањске котлине, коју затвара према књажевачкој котлини. Крстатац има правац пружања од северозапада ка југоистоку у дужини од 5 km. Спада у средње високе планине са највишом тачком од 1 070 m (назубљени врх Шиљак) која је доступна из села Милушинца. Са Шиљка се пружа леп поглед на Сокобањску котлину, Озрен, Девицу (на југу), Буковик, Рожањ (на западу), Тупижницу (североисток) и Ртањ (на северозападу). У административном смислу представља граничну планину између општина Сокобање и Књажевца.
Планина Крстатац одликује се бројним атрактивним рељефним облицима. Најпознатији облици крашког рељефа су неколико малих пећина, прозорац „Богова врата” и извор „Бук”. У подножју планине налази се пећина „Новаковци” која није туристички уређена за посете. Истакнути облици флувио-денудационог рељефа јесу кањон Урдешког потока и Милушиначки водопад.

## Галерија
- Кањон Урдешког потока који одваја планине Крстатац и Слемен.
- Мала пећина поред Богових врата.
- Мала пећина поред Богових врата.
- Мала пећина поред Богових врата.
- Мала пећина поред Богових врата.
- Пејзаж са планине виђен са Богових врата.
- Пејзаж са планине виђен са Богових врата.
- Пејзаж са планине виђен из Манастиришта.
- „Богова врата”
- Прозорац „Богова врата” у атару Милушинца.